# Мовшенсон, Александр Григорьевич
Александр Григорьевич Мовшенсон (7 (19) декабря 1895, Санкт-Петербург — 27 апреля 1965, Ленинград) — советский театровед, искусствовед и педагог.
Родился в Санкт-Петербурге, в семье Григория Львовича Мовшенсона (род. 1861, Двинск), инженера и Шарлотты Ильиничны Мовшенсон (урождённая Мейлах; 1861, Белосток); сестра — Елизавета Григорьевна Полонская, поэтесса. В этой еврейской семье говорили по-русски. До начала XX века семья жила в Польше и Франции.
Читал курс в Ленинградском институте живописи, скульптуры и архитектуры им. И. Е. Репина.
Печатался в таких периодических изданиях как «Рабочий и театр», «Жизнь искусства» и других.
Автор публикаций о музыкальном и драматическом театрах, цирке.
Специалист по сценографии, библиографии театра, автор переводов с французского языка

## Творчество

### Сочинения
- Как гримироваться. М., 1934
- Н. М. Дудинская, Л., 1951

### Переводы
- Ж. Ж. Новер. Письма о танце и балетах. 1965
- Клод Фаррер. Подружки. 1994[2]